# 核技术 (英文杂志)
《核技术（英文）》（英語：Nuclear Science and Techniques，简称：NST）是中国科学院上海应用物理研究所主办的学术期刊，创刊于1990年。目前NST同时通过纸版和在线方式以月刊形式发行，主编马余刚院士。核技术（英文）期刊刊登核科学与技术领域的原创性论文和综述。

## 历史
《核技术（英文）》由中国科学院上海应用物理研究所于1989年创立，1990年出版发行第一期，旬刊发行，2004年变更为双月刊，2017年期正式以月刊形式出版发行。

## 期刊历任主编
《核技术（英文）》历任主编如下
- 1990年－2002年：杨福家
- 2002年－2007年：朱德彰
- 2007年－2012年：盛康龙
- 2012年－至今：马余刚

## 索引收录
核技术（英文）期刊被《科学引文索引》（SCI）扩展版、美国化学文摘（CA）、中国科学引文数据库（CSCD）等数据库收录